# Ressonância ciclotrônica de íons
A Ressonância Ciclotrônica de Íons é uma técnica da Espectrometria de Massas que permite a determinação da massa de átomos e moléculas.
Medimos a massa introduzindo a substância a uma pressão muito baixa em uma câmara onde existe um campo magnético intenso e uniforme. Essa substância, ionizada, no campo magnético, vai apresentar um movimento rotatório cuja frequência é proporcional a sua relação massa carga. 
A medida dessa frequência nos proporciona a medida da massa.